# Вольфратсгаузен
Вольфратсгаузен (нім. Wolfratshausen) — місто в Німеччині, розташоване в землі Баварія. Підпорядковується адміністративному округу Верхня Баварія. Входить до складу району Бад-Тельц-Вольфратсгаузен.
Площа — 9,13 км2. Населення становить 19 091 ос. (станом на 31 грудня 2020).